# Motomondiale 1956
La stagione 1956 è stata l'ottava del Motomondiale. Per quanto inizialmente prevista su 9 prove come l'anno precedente, Francia e Svizzera, anche in seguito al disastroso incidente alla 24 Ore di Le Mans del 1955, rinunciarono all'organizzazione dei gran premi e anche il GP di Spagna venne tolto dal calendario. Il risultato fu che la stagione di gare fu composta di solo sei prove, disputatesi tutte in Europa; d'altra parte fu però anche la prima edizione dall'istituzione del mondiale nel 1949 in cui tutte le classi furono presenti in ogni gran premio.

## Il contesto

Bill Lomas a sinistra e John Surtees a destra, vincitori rispettivamente delle classi 350 e 500

Nessuna novità venne introdotta per quanto riguarda i sistemi di punteggio che restarono uguali al passato.
L'anno iniziò però con gli strascichi giudiziari dell'anno precedente, con molti piloti, tra cui il detentore del titolo della 500 Geoff Duke, squalificati sino al 30 giugno e quindi impossibilitati a partecipare alle prime due prove in calendario, il Tourist Trophy previsto a partire dal 6 giugno e il GP d'Olanda del 30 giugno.
Sempre prima dell'inizio effettivo del campionato due lutti colpirono il motociclismo: in due diversi incidenti perirono Karl Remmert, passeggero di sidecar che con il pilota Willi Faust era il campione in carica, e Fergus Anderson che, dopo un anno sabbatico, aveva deciso di ritornare al motociclismo attivo.
Nel 1956 si videro alla partenza dei gran premi per la prima volta due case motociclistiche ceche, la Jawa e la ČZ; solo la seconda otterrà però punti validi per la classifica delle 250. Esordio nelle competizioni anche da parte della Ducati che ottenne i suoi primi punti in Classe 125.
La stagione si concluse il 9 settembre con il GP delle Nazioni e i titoli furono conquistati da John Surtees in 500, da Bill Lomas in 350, da Carlo Ubbiali sia in classe 250 che in 125 e dalla coppia Wilhelm Noll/Fritz Cron tra i sidecar.
Tra gli avvenimenti curiosi dell'anno da citare il fatto che nel GP del Belgio, per la prima volta nella storia, tutte le vittorie nelle gare "in singolo" sono state appannaggio di motociclette dello stesso costruttore, la MV Agusta. Altrettanto particolare il caso di Frank Cope, pilota britannico che ottenne dei punti mondiali in classe 125 ad un'età superiore ai 60 anni, stabilendo un record.
Altro record fu quello di John Surtees che si aggiudicò il suo primo mondiale nella classe regina all'età di soli 22 anni e 182 giorni.

## Il calendario
| Data        | Gran Premio      | Circuito         | Vincitore 500 | Vincitore 350   | Vincitore 250 | Vincitore 125 | Vincitore sidecar                 | Resoconto |
| ----------- | ---------------- | ---------------- | ------------- | --------------- | ------------- | ------------- | --------------------------------- | --------- |
| 6 giugno    | Tourist Trophy   | Mountain Circuit | John Surtees  | Ken Kavanagh    | Carlo Ubbiali | Carlo Ubbiali | Fritz Hillebrand Manfred Grunwald | Resoconto |
| 30 giugno   | GP d'Olanda      | Assen            | John Surtees  | Bill Lomas      | Carlo Ubbiali | Carlo Ubbiali | Fritz Hillebrand Manfred Grunwald | Resoconto |
| 8 luglio    | GP del Belgio    | Spa              | John Surtees  | John Surtees    | Carlo Ubbiali | Carlo Ubbiali | Wilhelm Noll Fritz Cron           | Resoconto |
| 22 luglio   | GP di Germania   | Solitude         | Reg Armstrong | Bill Lomas      | Carlo Ubbiali | Romolo Ferri  | Wilhelm Noll Fritz Cron           | Resoconto |
| 9 agosto    | GP dell'Ulster   | Dundrod          | John Hartle   | Bill Lomas      | Luigi Taveri  | Carlo Ubbiali | Wilhelm Noll Fritz Cron           | Resoconto |
| 9 settembre | GP delle Nazioni | Monza            | Geoff Duke    | Libero Liberati | Carlo Ubbiali | Carlo Ubbiali | Albino Milani Rossano Milani      | Resoconto |

## Sistema di punteggio e legenda
| Pos.  | 1 | 2 | 3 | 4 | 5 | 6 | 7> |
| ----- | - | - | - | - | - | - | -- |
| Punti | 8 | 6 | 4 | 3 | 2 | 1 | 0  |

## Le classi

### Classe 500
| Pos. | Costruttore | Punti |
| ---- | ----------- | ----- |
| 1    | MV Agusta   | 30    |
| 2    | Gilera      | 20    |
| 3    | Norton      | 20    |
| 4    | BMW         | 18    |
| 5    | Matchless   | 9     |
| 6    | Moto Guzzi  | 2     |

Pur essendo incappato in un incidente durante il GP di Germania della classe 350 che precedeva la gara della classe regina e che gli impedirà di prendere parte alle ultime corse della stagione, John Surtees ottenne il suo primo titolo iridato in sella ad una MV Agusta, seguito in classifica da Walter Zeller, con la marca esordiente BMW.
Nel Gran Premio motociclistico di Germania c'è da registrare quella che si rivelerà l'ultima vittoria di una Norton ufficiale in un gran premio. Negli altri gran premi 3 furono le vittorie di Surtees e due di piloti Gilera, Reg Armstrong nell'Ulster (il pilota poi annuncerà il suo ritiro al termine della stagione) e Geoff Duke (campione del mondo in carica) che, dopo aver saltato i primi due gran premi per squalifica e aver ottenuto due ritiri, vinse infine il Gran Premio motociclistico delle Nazioni.

Classifica piloti (prime 5 posizioni)
| Pos. | Pilota          | Moto      |   |   |     |     |     |   | P.ti |
| ---- | --------------- | --------- | - | - | --- | --- | --- | - | ---- |
| 1    | John Surtees    | MV Agusta | 1 | 1 | 1   | NP  |     |   | 24   |
| 2    | Walter Zeller   | BMW       | 4 | 2 | 2   | Rit | Rit | 6 | 16   |
| 3    | John Hartle     | Norton    | 2 |   |     |     | 1   |   | 14   |
| 4    | Pierre Monneret | Gilera    |   |   | 3   | 3   |     | 3 | 12   |
| 5    | Reg Armstrong   | Gilera    |   |   | Rit | 1   | Rit | 4 | 11   |
| Pos. | Pilota          | Moto      |   |   |     |     |     |   | P.ti |

| Legenda                                                                        | 1º posto        | 2º posto        | 3º posto | A punti      | Senza punti        | Grassetto=Pole position Corsivo=Giro più veloce |
| Legenda                                                                        | Gara non valida | Non qualificato | Ritirato | Squalificato | "-" Dato non disp. | Grassetto=Pole position Corsivo=Giro più veloce |
| Fonte dei dati: motogp.com, racingmemo.free.fr, autosport.com, jumpingjack.nl. |                 |                 |          |              |                    |                                                 |

### Classe 350
| Pos. | Costruttore | Punti |
| ---- | ----------- | ----- |
| 1    | Moto Guzzi  | 32    |
| 2    | DKW         | 19    |
| 3    | MV Agusta   | 18    |
| 4    | Norton      | 9     |
| 5    | Gilera      | 8     |
| 6    | AJS         | 8     |

Al termine del campionato vinto da Bill Lomas su Moto Guzzi, alle spalle del vincitore si registrò un ex aequo tra il suo compagno di squadra Dickie Dale e August Hobl su DKW. La casa tedesca (che schierava la DKW 350 RM, una 3 cilindri due tempi) si ritirò a fine stagione.
Classifica piloti (prime 5 posizioni)
| Pos. | Pilota         | Moto       |     |   |     |     |     |   | P.ti    |
| ---- | -------------- | ---------- | --- | - | --- | --- | --- | - | ------- |
| 1    | Bill Lomas     | Moto Guzzi | Rit | 1 | Rit | 1   | 1   |   | 24      |
| 2    | August Hobl    | DKW        |     | 3 | 2   | 2   | Rit | 6 | 17      |
| -    | Dickie Dale    | Moto Guzzi | Rit | 6 | -   | 3   | 2   | 2 | 17      |
| 4    | John Surtees   | MV Agusta  | Rit | 2 | 1   | Rit |     |   | 14      |
| 5    | Cecil Sandford | DKW        | 4   | 4 | 3   | 4   | Rit | 5 | 13 (15) |
| Pos. | Pilota         | Moto       |     |   |     |     |     |   | P.ti    |

| Legenda                                                                        | 1º posto        | 2º posto        | 3º posto | A punti      | Senza punti        | Grassetto=Pole position Corsivo=Giro più veloce |
| Legenda                                                                        | Gara non valida | Non qualificato | Ritirato | Squalificato | "-" Dato non disp. | Grassetto=Pole position Corsivo=Giro più veloce |
| Fonte dei dati: motogp.com, racingmemo.free.fr, autosport.com, jumpingjack.nl. |                 |                 |          |              |                    |                                                 |

### Classe 250
| Pos. | Costruttore | Punti |
| ---- | ----------- | ----- |
| 1    | MV Agusta   | 32    |
| 2    | NSU         | 17    |
| 3    | Moto Guzzi  | 15    |
| 4    | ČZ          | 3     |

Il campionato delle 250 non ebbe particolare storia: Carlo Ubbiali su una MV Agusta si impose in 5 delle 6 prove in programma, precedendo agevolmente in classifica lo svizzero Luigi Taveri su una moto gemella (Taveri ottenne anche l'unica altra vittoria) e Enrico Lorenzetti su una Moto Guzzi.

Classifica piloti (prime 5 posizioni)
| Pos. | Pilota            | Moto       |     |   |     |   |     |   | P.ti    |
| ---- | ----------------- | ---------- | --- | - | --- | - | --- | - | ------- |
| 1    | Carlo Ubbiali     | MV Agusta  | 1   | 1 | 1   | 1 | Rit | 1 | 32 (40) |
| 2    | Luigi Taveri      | MV Agusta  | Rit | 2 | 2   | 2 | 1   | 4 | 26 (29) |
| 3    | Enrico Lorenzetti | Moto Guzzi |     | 3 | Rit | - | -   | 2 | 10      |
| 4    | Roberto Colombo   | MV Agusta  | 2   | 4 | INF | - | -   |   | 9       |
| 5    | Horst Kassner     | NSU        | 4   | 5 | 3   | - | -   | 7 | 9       |
| Pos. | Pilota            | Moto       |     |   |     |   |     |   | P.ti    |

| Legenda                                                                        | 1º posto        | 2º posto        | 3º posto | A punti      | Senza punti        | Grassetto=Pole position Corsivo=Giro più veloce |
| Legenda                                                                        | Gara non valida | Non qualificato | Ritirato | Squalificato | "-" Dato non disp. | Grassetto=Pole position Corsivo=Giro più veloce |
| Fonte dei dati: motogp.com, racingmemo.free.fr, autosport.com, jumpingjack.nl. |                 |                 |          |              |                    |                                                 |

### Classe 125
| Pos. | Costruttore | Punti |
| ---- | ----------- | ----- |
| 1    | MV Agusta   | 32    |
| 2    | Gilera      | 18    |
| 3    | FB Mondial  | 13    |
| 4    | DKW         | 9     |
| 5    | Montesa     | 7     |
| 6    | LEF         | 2     |
| 7    | Ducati      | 2     |
| 8    | ČZ          | 2     |

Come già in 250, Carlo Ubbiali e la MV Agusta si dimostrarono un'accoppiata quasi invincibile: la stagione si concluse con 5 vittorie ed un secondo posto in sei gare, lasciando poco spazio ai piloti successivi in classifica, Romolo Ferri su Gilera e Luigi Taveri nuovamente su MV Agusta (già secondo in classe 250).
Ferri ottenne la vittoria nel Gran Premio motociclistico dell'Ulster segnando così anche la prima vittoria della Gilera in questa classe dall'inizio della storia del mondiale.

Classifica piloti (prime 5 posizioni)
| Pos. | Pilota             | Moto       |   |     |     |   |     |     | P.ti    |
| ---- | ------------------ | ---------- | - | --- | --- | - | --- | --- | ------- |
| 1    | Carlo Ubbiali      | MV Agusta  | 1 | 1   | 1   | 2 | 1   | 1   | 32 (46) |
| 2    | Romolo Ferri       | Gilera     |   | -   | Rit | 1 | 2   | Rit | 14      |
| 3    | Luigi Taveri       | MV Agusta  |   | 2   | 4   | - | Rit | 4   | 12      |
| 4    | Tarquinio Provini  | FB Mondial |   | Rit | Rit | 3 | -   | 2   | 10      |
| 5    | Fortunato Libanori | MV Agusta  |   | -   | 2   | 4 | -   | Rit | 9       |
| Pos. | Pilota             | Moto       |   |     |     |   |     |     | P.ti    |

| Legenda                                                                        | 1º posto        | 2º posto        | 3º posto | A punti      | Senza punti        | Grassetto=Pole position Corsivo=Giro più veloce |
| Legenda                                                                        | Gara non valida | Non qualificato | Ritirato | Squalificato | "-" Dato non disp. | Grassetto=Pole position Corsivo=Giro più veloce |
| Fonte dei dati: motogp.com, racingmemo.free.fr, autosport.com, jumpingjack.nl. |                 |                 |          |              |                    |                                                 |

### Classe sidecar
| Pos. | Costruttore | Punti |
| ---- | ----------- | ----- |
| 1    | BMW         | 32    |
| 2    | Norton      | 24    |
| 3    | Gilera      | 8     |

Dopo quello ottenuto nel mondiale 1954, Wilhelm Noll e Fritz Cron si ripeterono quest'anno a bordo della loro BMW, ottenendo la vittoria in 3 delle 6 prove disputate.

Classifica equipaggi (prime 5 posizioni)
| Pos. | Pilota                            | Moto   |     |   |   |   |   |     | P.ti    |
| ---- | --------------------------------- | ------ | --- | - | - | - | - | --- | ------- |
| 1    | Wilhelm Noll/Fritz Cron           | BMW    | Rit | 2 | 1 | 1 | 1 | Rit | 30      |
| 2    | Fritz Hillebrand/Manfred Grunwald | BMW    | 1   | 1 | 4 | 2 | - | 3   | 26 (29) |
| 3    | Peter 'Pip' Harris/Ray Campbell   | Norton | 2   | - | 2 | - | 2 | 2   | 24      |
| 4    | Bob Mitchell/Eric Bliss           | Norton | 4   | 4 | 3 | - | - |     | 10      |
| 5    | Florian Camathias/Maurice Büla    | BMW    |     | 5 | - | - | 3 | 4   | 9       |
| Pos. | Pilota                            | Moto   |     |   |   |   |   |     | P.ti    |

| Legenda                                                                        | 1º posto        | 2º posto        | 3º posto | A punti      | Senza punti        | Grassetto=Pole position Corsivo=Giro più veloce |
| Legenda                                                                        | Gara non valida | Non qualificato | Ritirato | Squalificato | "-" Dato non disp. | Grassetto=Pole position Corsivo=Giro più veloce |
| Fonte dei dati: motogp.com, racingmemo.free.fr, autosport.com, jumpingjack.nl. |                 |                 |          |              |                    |                                                 |